# Alfred García
Alfred García Castillo (* 14. März 1997 in El Prat de Llobregat, Katalonien), Künstlername Alfred, ist ein spanischer Sänger. Zusammen mit Amaia vertrat er Spanien beim Eurovision Song Contest mit dem Lied Tu canción beim Eurovision Song Contest 2018 in Lissabon.

## Leben
García begann im Alter von sieben Jahren, Unterricht in Posaune und Gesang zu nehmen. Zusätzlich brachte er sich selbst das Gitarre-, Schlagzeug- und Keyboard spielen bei. Er studiert zurzeit an einer Musikschule in Barcelona Jazz und Moderne Musik.

## Karriere
Bereits mit 15 Jahren brachte er sein erstes Album „Beginning“ heraus, das er selbst produzierte. Es folgten zwei weitere Alben und er schrieb den Soundtrack für einen Film.
2016 nahm er an der vierten Staffel der Talentshow „La Voz“ (die spanische Version von „The Voice“) mit dem Lied „Waiting on the World to Change“ von John Mayer teil, überstand aber nicht die Blindaudition.
Ein Jahr später nahm er an der Audition für die neunte Staffel der Castingshow Operación Triunfo teil und schaffte es am 23. Oktober 2017 in die „Academy-Klasse“ zu kommen. Am 29. Januar 2018 setzte er sich zusammen mit Amaia in der Gala OT a Eurovisión durch und vertrat Spanien später beim Eurovision Song Contest 2018 mit dem Lied „Tu canción“.

## Diskografie

### Alben
- 2012: Beginning
- 2016: Inblack (Volume One)
- 2018: 1016

### Singles
- 2015: She Looks So Beautiful
- 2017: City of Stars (Amaia & Alfred García)
- 2018: Tu canción (mit Amaia)
- 2018: Que nos sigan las luces
- 2018: De la tierra hasta marte